# Isoperla
Isoperla es un género de insectos plecópteros de la familia Perlodidae.

## Especies
Se reconocen las siguientes especies:
- Isoperla acicularis
- Isoperla acula
- Isoperla adunca
- Isoperla aizuana
- Isoperla albanica
- Isoperla alpicola
- Isoperla altaica
- Isoperla ambigua
- Isoperla andreinii
- Isoperla armeniaca
- Isoperla asakawae
- Isoperla asiatica
- Isoperla auberti
- Isoperla azusana
- Isoperla baumanni
- Isoperla belai
- Isoperla bellona
- Isoperla berthelemyi
- Isoperla bifurcata
- Isoperla bilineata
- Isoperla bipartita
- Isoperla bithynica
- Isoperla bosnica
- Isoperla breviptera
- Isoperla buresi
- Isoperla burksi
- Isoperla carbonaria
- Isoperla carpathica
- Isoperla chazaudina
- Isoperla chius
- Isoperla citronella
- Isoperla conspicua
- Isoperla cotta
- Isoperla coushatta
- Isoperla curtata
- Isoperla curvispina
- Isoperla davisi
- Isoperla debilis
- Isoperla decepta
- Isoperla decolorata
- Isoperla denningi
- Isoperla dicala
- Isoperla difformis
- Isoperla distincta
- Isoperla emarginata
- Isoperla extensa
- Isoperla fengi
- Isoperla flava
- Isoperla flavescens
- Isoperla francesca
- Isoperla frisoni
- Isoperla fukushimensis
- Isoperla fulva
- Isoperla fusca
- Isoperla gibbsae
- Isoperla goertzi
- Isoperla graeca
- Isoperla grammatica
- Isoperla gravitans
- Isoperla hemithales
- Isoperla holochlora
- Isoperla hyblaea
- Isoperla ikariae
- Isoperla ilvana
- Isoperla inermis
- Isoperla insularis
- Isoperla irregularis
- Isoperla jewetti
- Isoperla kappa
- Isoperla karuk
- Isoperla katmaiensis
- Isoperla kir
- Isoperla lata
- Isoperla laucki
- Isoperla lesbica
- Isoperla libanica
- Isoperla longiseta
- Isoperla lugens
- Isoperla lunigera
- Isoperla luzoni
- Isoperla major
- Isoperla marlynia
- Isoperla marmorata
- Isoperla maxana
- Isoperla minima
- Isoperla miwok
- Isoperla mohri
- Isoperla montana
- Isoperla mormona
- Isoperla moselyi
- Isoperla motonis
- Isoperla muir
- Isoperla namata
- Isoperla nana
- Isoperla nanchana
- Isoperla nevada
- Isoperla nigricauda
- Isoperla nilovana
- Isoperla nipponica
- Isoperla obscura
- Isoperla oenotriae
- Isoperla okamotonis
- Isoperla orata
- Isoperla ordosi
- Isoperla ornata
- Isoperla ouachita
- Isoperla oxylepis
- Isoperla pallida
- Isoperla pawlowskii
- Isoperla petersoni
- Isoperla peterzwicki
- Isoperla phalerata
- Isoperla pinta
- Isoperla pseudornata
- Isoperla pusilla
- Isoperla quinquepunctata
- Isoperla rainieri
- Isoperla retroloba
- Isoperla rhododendri
- Isoperla richardsoni
- Isoperla rivulorum
- Isoperla roguensis
- Isoperla russevi
- Isoperla saccai
- Isoperla sagittata
- Isoperla shibakawae
- Isoperla signata
- Isoperla silesica
- Isoperla similis
- Isoperla slossonae
- Isoperla sobria
- Isoperla sordida
- Isoperla sowerbyi
- Isoperla submontana
- Isoperla sudetica
- Isoperla suzukii
- Isoperla szczytkoi
- Isoperla tilasqua
- Isoperla towadensis
- Isoperla transmarina
- Isoperla trictura
- Isoperla tripartita
- Isoperla vevcianensis
- Isoperla viridinervis
- Isoperla wenoi
- Isoperla yangi
- Isoperla zwicki